# Bezpochyby
Bezpochyby je česká hudební indie pop-rocková kapela založená kolem roku 2021. Původně vznikla jako studiový projekt tří muzikantů, který se postupně přetavil v živě vystupující skupinu. Tvoří autorské písně na pomezí popu a rocku s důrazem na melodii, dospělé texty a výraznou produkci.

## Historie
Zakládajícími členy kapely byli zpěvák a frontman Jiří Šolc, producent, skladatel a textař Pavel Krychtálek, a Vlastimil Lang, který formaci záhy opustil, aby se věnoval vlastním projektům v oblasti hudby a divadla.
Původním záměrem byl čistě studiový projekt, v němž se na jednotlivých skladbách podílelo velké množství hostujících hudebníků. Postupem času však vznikla myšlenka přetavit projekt i do koncertní podoby a vystupovat živě, přičemž studiová tvorba, včetně klipů, zůstala nadále důležitou součástí činnosti kapely.

## Styl
Hudební styl kapely lze popsat jako pop-rock s důrazem na melodiku, dynamiku a výraznou aranž. Typické jsou filmové prvky, samplování, kombinace živých nástrojů a studiové kreativity. Texty jsou cílené spíše na dospělé publikum, často s introspektivním nebo existenciálním podtextem, avšak srozumitelně podané.
Tvorba kapely nevzniká v profesionálních studiích, ale často partyzánským způsobem – v halách, obývacích pokojích, kuchyních či sokolovnách.

## Členové (živá sestava)
- Jiří Šolc – zpěv a kytary
- Miroslav Sklenář – kytary
- Pavel Krychtálek – klavír, samplery, produkce
- Honza Lukáš –  bicí
- Pavel Křivánek – basa

## Hostující hudebníci
Během nahrávání se na tvorbě kapely podílela řada známých i méně známých hudebníků:
- Lukáš Pavlík (Chinaski) – bicí, perkuse
- Honza Elsner – bicí, perkuse
- Josef "Pípa" Suchomel (Imortela, ABJR) – baskytara
- Iveta E.V.T. Grézlová (Rose Band) – zpěv, vokály
- Pavel Křivánek (Marasd, ABJR) – baskytara
- Michal "Mozek" Prát (ABJR, 51% Destilate) – bicí, perkuse
- Josef Keller – harmonika
- Adam Zarivnij – bicí, perkuse
- Simona Kellerová – vokály
- Jana Mrazíková Lukášová – vokály
- Milan Stejskal – zpěv, vokály
- Tereza Hubáčková – vokály
- ...a mnoho dalších

## Klipy a tvorba
Bezpochyby mají na kontě několik úspěšných videoklipů. Největšího ohlasu se dočkal klip „O Duši a Múze“, který kombinuje hranou a výtvarnou část. Dále následovaly klipy „O Snech“, „Miluj“, „Přenašeč“, „Stará parta“, „Srdce“ a další.